# St. Laurentius (Süsel)

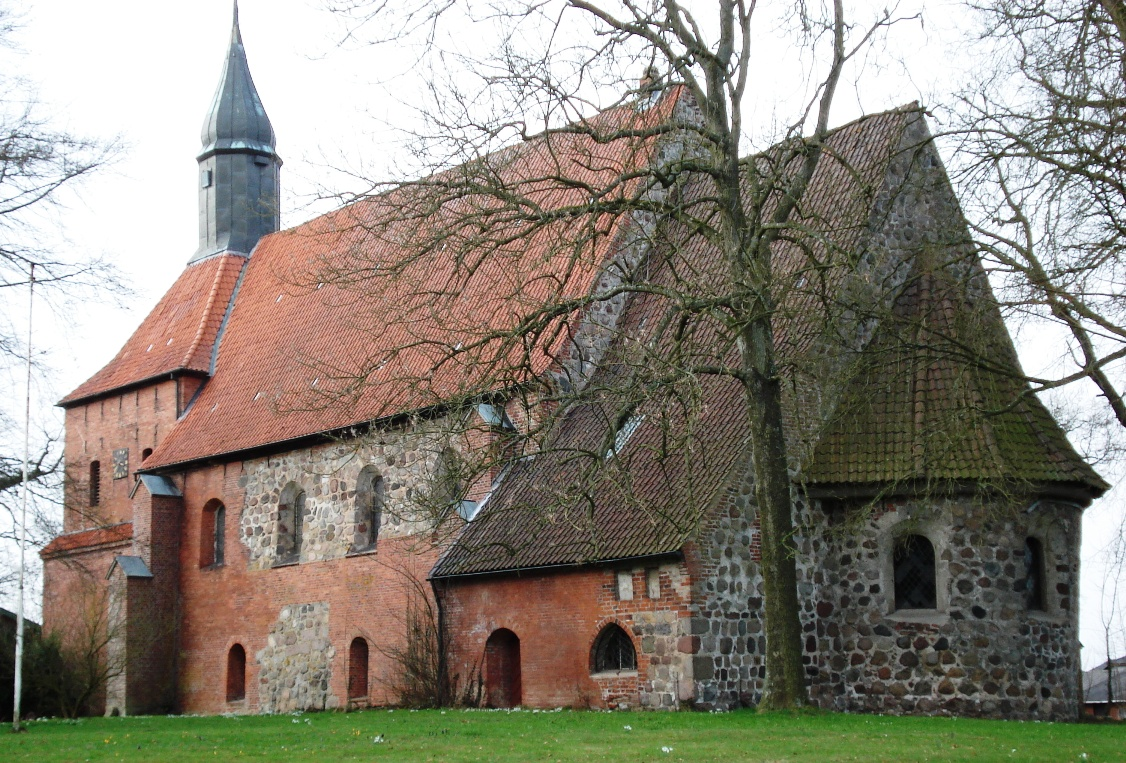
Seitenansicht der die Kirche St. Laurentius in Süsel (aus Südost)

Die Kirche St. Laurentius in Süsel ist eine Kirche in der Gemeinde Süsel im Kreis Ostholstein in Schleswig-Holstein. Sie gehört zu in der Kolonialisationzeit entstandenen Vicelinkirchen, steht auf dem Kirchanger in der Ortsmitte und ist das älteste Gebäude Süsels.
Die Kirche ist vermutlich zwischen 1160 und 1180 im spätromanischen Stil entstanden. Der ursprünglich runde Turm der Kirche wurde zuerst 1735 verkürzt und 1844 durch einen viereckigen ersetzt.

## Beschreibung
Der quadratische Turm wurde aus Backstein auf einem Fundament aus behauenen Natursteinen errichtet und hat ein klassizistisches Portal, über dem in Metallbuchstaben der Hinweis „RENOVIRT 1844“ angebracht ist. Der sich nach oben durch einen mit Dachziegeln gedeckten Absatz verjüngende Turm hat ein Ziegeldach, das in einen Dachreiter übergeht. Auf den beiden Seiten befindet sich jeweils eine Turmuhr.
Das im ursprünglichen Zustand erhaltene Kirchenschiff, bestehend aus Langhaus mit Chor und halbrunder Apsis, ist aus Feldsteinen gemauert. Lediglich auf der Südseite der Kirche sind größere Flächen aus Backstein eingefügt, auf der Nordseite sind Stützmauern aus Backstein angefügt worden.

## Sonstiges

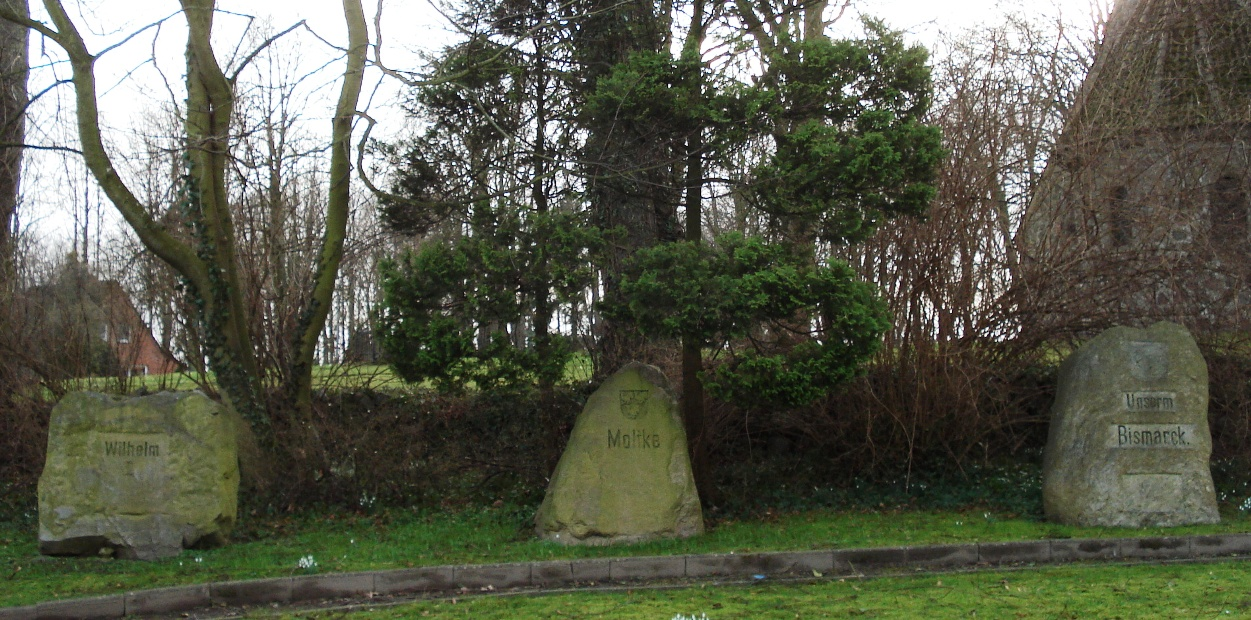
Gedenksteine für Kaiser Wilhelm I., von Bismarck und von Moltke bei der Feldsteinkirche in Süsel

In unmittelbarer Nähe der Kirche befinden sich
- ein Denkmal für die Gefallenen des Ersten und Zweiten Weltkriegs
- drei Gedenksteine für Kaiser Wilhelm I., Otto von Bismarck und von Moltke